# Ljudstvo Konso
Konso, znani tudi kot Xonsita, so nižinska vzhodnokušitska etnična skupina, ki živi predvsem v jugozahodni Etiopiji, južno od jezera Abaja. Jezik ljudstva Konso je istoimenski jezik Konso, ki pripada vzhodni kušitski jezikovni družini.

## Zgodovina
Po Hallpiku (1972) družinska tradicija Konso kaže, da gre za sestavljeno ljudstvo, tako fizično kot kulturno, s člani, ki izvirajo iz vseh okoliških območij.
Kar zadeva fizični videz, so Konso po navadi majhni in žilavi, z visokimi ličnicami in koničastimi bradami. Barva kože sega od rdečkasto rjave do skoraj črne, vendar je v povprečju temno rjava. Nekateri posamezniki so bolj podobni Oromom, saj imajo tanke ustnice in večjo postavo; drugi imajo izrazito bolj 'afrikoiden' fenotip in so veliko manjši. Po Hallpiku (1972) so slednje somatske značilnosti bolj izrazite pri ženskah Konso. George Murdock (1959) pripisuje izrazit 'negroidni' vpliv na Konso na splošno zgodnjemu mešanju s kmetijskimi predniloti, ki so vstopili v Etiopsko višavje pred približno 5000 leti.

## Demografija
Po etiopskem nacionalnem popisu iz leta 2007 je ljudstvo Konso štelo 250.430 posameznikov, od katerih je 10.470 ali 4,18 % mestnih prebivalcev. Več kot 87 % jih živi v južnih državah, narodnostih in ljudski regiji.
Konso večinoma prebivajo v etiopski regiji Južna Etiopija, južno od jezera Čamo v zavoju reke Sagan. Mnogi so skoncentrirani v coni Konso. Njihovo ozemlje meji na skupnosti Omotic, Sidama in Oromo.
Konso običajno živijo v velikih mestih, od katerih vsako vodi svet starešin. Nekaj jih je mogoče najti tudi v delih severne Kenije.

## Jezik
Konso govorijo jezik Konso (znan tudi kot affa xonso) kot materni jezik. Spada v kušitsko vejo afroazijske družine.
Konso je razdeljen na štiri narečja: Kholme, Duuro, Faša in Karati. Ima veliko leksikalno podobnost z Diraša in se danes prepisuje z etiopsko pisavo.

## Genetika
Nedavni napredek v genetskih analizah je pomagal osvetliti etnogenezo ljudstva Konso. Čeprav je genetska genealogija novo orodje, ki uporablja gene sodobnega prebivalstva za sledenje njihovemu etničnemu in geografskemu poreklu, je prav tako pomagala razjasniti možno ozadje sodobnega Konsa.

### Avtosomna DNK
Konsovo avtosomno DNK so v obsežni študiji pregledali Tishkoff in drugi (2009) o genetski pripadnosti različnih populacij v Afriki. Po mnenju raziskovalcev je Konso pokazal precejšnje afroazijske sorodnosti. Delili so tudi nekaj vezi s sosednjimi nilosaharskimi in bantujskimi govorci na območju Velikih jezer zaradi precejšnjih genetskih izmenjav s temi skupnostmi v zadnjih 5000 letih.

## Kultura
Čeprav obstajajo danes izrazite razlike v običajih med Konso in njihovimi oromskimi sosedi, je družba Konso ohranila tudi nekatere skupne značilnosti s tradicionalno kulturo Oromo. Slednje vključujejo generacijsko-razvrščevalni sistem družbene organizacije gadaa (avtohtoni demokratični sistem upravljanja), podobne visoke duhovnike in kult falicizma.
Družba Konso je pretežno kmetijska in vključuje namakanje in terasiranje gorskih pobočij. Glavni pridelki vključujejo sirek in koruzo, pridelke za prodajo pa bombaž in kavo. Govedo, ovce in koze se redijo za hrano in mleko.
Poliginija (oblika poligamije, ki vključuje poroko moškega z več ženskami) je med Konso ljudmi sprejeta praksa.
Člani skupine postavljajo tudi rezbarije (vaga), ki nastanejo v spomin na mrliča, ki je ubil sovražnika ali žival. Kipi so pogosto razporejeni v skupine, s kipi, ki predstavljajo moškega, njegove žene in njegove nasprotnike.

### Religija
Kar zadeva veroizpoved, Konso prakticira tradicionalno vero, osredotočeno na čaščenje Vaaq/Vakh. V sorodni oromski kulturi Vaak označuje boga zgodnje vere, ki naj bi se ga držale kušitske skupine.

## Pomembni ljudje
Mengistu Haile Mariam (1937–) vodja države Etiopije od 1977 do 1991.